# Ремон Поенкаре
Ремон Поенкаре (фр. Raymond Poincaré) је биој француски политичар. Био је министар у више наврата и један од најзначајнијих фигура у Трећој француској републици. Био је председник државе у периоду од 1913. до 1920. године. Био је један од најзначајних људи за време Првог светског рата.

## Биографија

### Породица
Ремон Поенкаре је рођен 20. августа 1860. године. Био је син инжењера који је касније постао генерални инспектор путева и мостова. Ремон је био унук декана медицинског факултета и праунук посланика за време владавине Луја Филипа.
Био је члан Француске академије на позицији 34 од 1909. године до смрти.

### Председник државе
Поенкаре је постао председник државе у јануару 1913. године, победивши са 482 гласа против 296 гласова које је имао Едвард Ваилант. На председничким изборима 1920. године изгубио је од стране Пола Дешанела.
Умро је 15. октобра 1934. године.